# Пику (остров)
Пику (порт. Ilha do Pico ['iʎɐ du 'piku]) — остров, входящий в центральную группу архипелага Азорские острова в Атлантическом океане, принадлежит Португалии. Это большой остров площадью 447 км², с населением 14 148 человек (2011), самая высокая точка — гора Пику высотой 2351 м. Остров находится 7 км к востоку от острова Файял и 15 км к югу от острова Сан-Жорже. Имеет 42 км в длину и  15 км в ширину.
На острове на расстоянии 8 км (5 миль) от города Мадалена расположен гражданский аэропорт Пику.

## География
Гора Пику — часть Северо-Атлантического хребта, самая высокая точка Португалии — возвышается на 2351 м над уровнем моря и на 6098 м уходит под воду.
Пику является горой с самой большой подводной частью и занесена в Книгу рекордов Гиннесса.
Последнее извержение вулкана было в 1963 году — с малыми подводными толчками у северо-западного побережья. Наиболее сильные извержения были в 1562—1564, 1718 и 1720 гг. До сих пор видны пути лавовых потоков.
Уже на расстоянии 5 — 8 км от берега океан имеет глубину более 1000 м.
На острове расположена лавовая пещера Грута-даш-Торреш.

## Административная структура острова
Остров делится между муниципалитетами Лажеш-ду-Пику, Сан-Роке-ду-Пику и Мадалена.

## Экономика
Основное занятие жителей — виноградарство и обслуживание туристов. До 1980 года остров был центром китобойного промысла.

## Достопримечательности
Вулканический ландшафт в сочетании с уникальными виноградниками приобрели известность и в 2004 году были признаны объектом Всемирного наследия ЮНЕСКО.
- Вид с самолёта
- Мадалена и гора Пику
- Вид с острова Файял
- Ландшафт с виноградниками, Криасан-Велья